# Prinsessan Peach

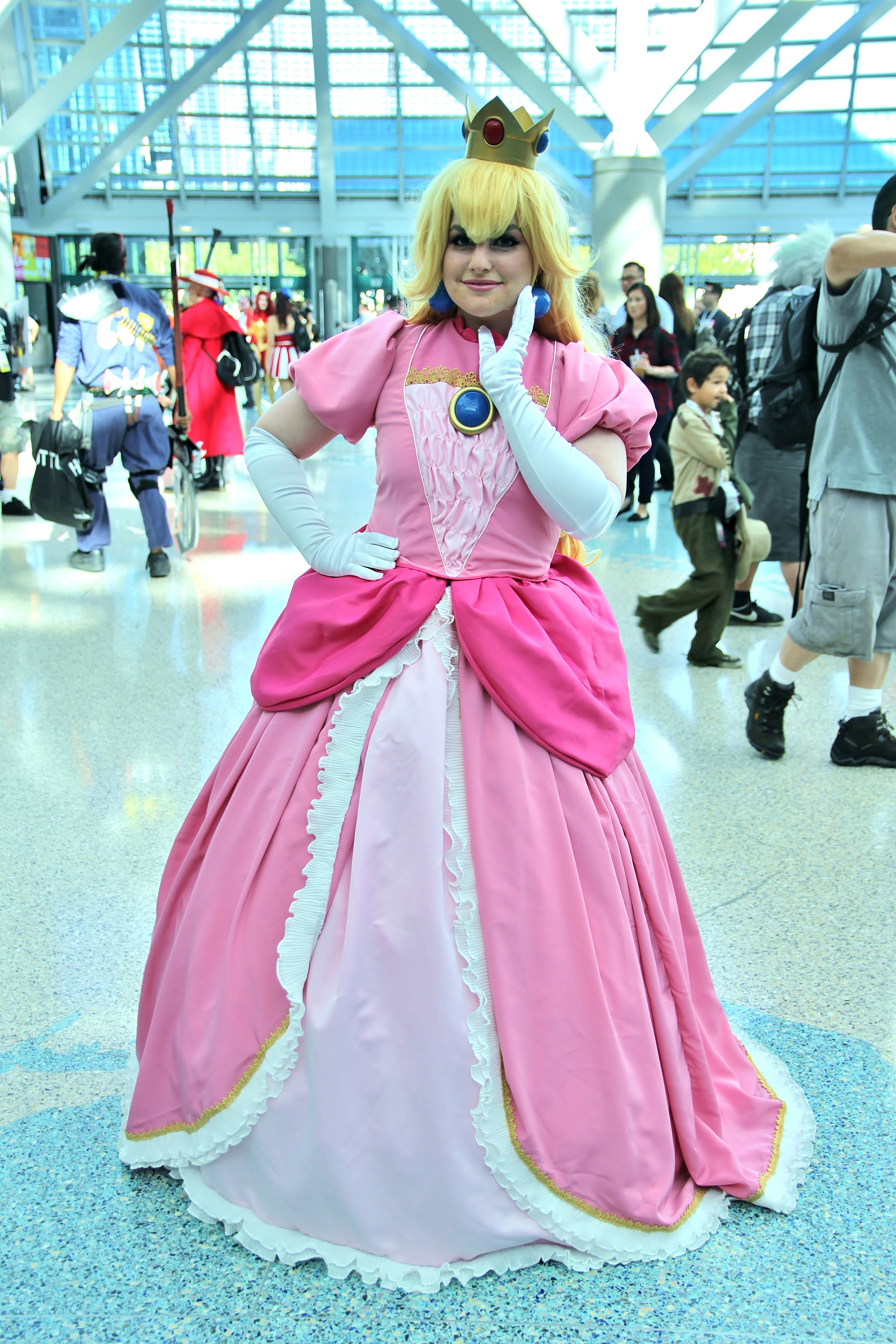
Cosplay av Peach.

Prinsessan Peach Flugsvamp (japanska: ピーチ姫, "Pīchi-Hime", engelska: Princess Peach Toadstool), vanligen bara kallad Peach eller Prinsessan Flugsvamp, är en återkommande bifigur i datorspelserien Super Mario. Hon är kronprinsessa i Svampriket och väninna till prinsessan av Sarasaland, Prinsessan Daisy.
Peach dök för första gången upp i spelet Super Mario Bros. från 1985 och har sedan dess medverkat i de flesta Mario-spel. Hon spelar ofta rollen som en jungfru i nöd, då hon traditionellt blir kidnappad av Kung Koopa, även känd som Bowser, i äventyrsspelen. I flerspelarspelen är hon dock en av de vanligaste spelbara figurerna, såsom i Mario Kart-, Mario Party-, Mario Golf-, Mario Tennis- och Super Smash Bros.-serierna. Det första spelet där Peach var spelbar i var Super Mario Bros. 2 som släpptes 1988. Det första spelet där hon är huvudperson var Super Princess Peach från 2005.